# Ishidaella latomarginata
Ishidaella latomarginata är en insektsart som först beskrevs av William Lucas Distant 1917.  Ishidaella latomarginata ingår i släktet Ishidaella och familjen dvärgstritar. Inga underarter finns listade i Catalogue of Life.